# Campionati del mondo di triathlon del 2019 - Edmonton
La settima gara della serie dei Campionati mondiali di triathlon del 2019 si è tenuta ad Edmonton, Canada in data 20-21 luglio 2019.
Edmonton è stata anche la sede della quarta gara della serie a staffetta mista dei Campionati mondiali di triathlon del 2019, che si è tenuta il 7 luglio 2019 .

## Risultati

### Élite uomini
| Pos. | Atleta                       | Paese         | Nuoto    | Bici     | Corsa    | Totale   |
| ---- | ---------------------------- | ------------- | -------- | -------- | -------- | -------- |
|      | Jonathan Brownlee            | Regno Unito   | 00:08:37 | 00:29:58 | 00:15:01 | 00:54:52 |
|      | Mario Mola                   | Spagna        | 00:09:01 | 00:29:48 | 00:14:47 | 00:54:57 |
|      | Marten Van Riel              | Belgio        | 00:08:34 | 00:30:00 | 00:15:10 | 00:55:02 |
| 4    | Hayden Wilde                 | Nuova Zelanda | 00:09:12 | 00:29:45 | 00:14:56 | 00:55:07 |
| 5    | Vincent Luis                 | Francia       | 00:08:32 | 00:29:56 | 00:15:21 | 00:55:13 |
| 6    | Morgan Pearson               | Stati Uniti   | 00:08:53 | 00:30:02 | 00:15:07 | 00:55:19 |
| 7    | Ben Kanute                   | Stati Uniti   | 00:08:35 | 00:30:00 | 00:15:37 | 00:55:28 |
| 8    | Fernando Alarza              | Spagna        | 00:09:10 | 00:29:52 | 00:15:09 | 00:55:30 |
| 9    | Tyler Mislawchuk             | Canada        | 00:08:49 | 00:30:03 | 00:15:23 | 00:55:33 |
| 10   | Alessandro Fabian            | Italia        | 00:08:59 | 00:29:50 | 00:15:29 | 00:55:38 |
| 11   | Matthew Hauser               | Australia     | 00:08:35 | 00:29:58 | 00:15:55 | 00:55:44 |
| 12   | Simon Viain                  | Francia       | 00:09:13 | 00:29:39 | 00:15:36 | 00:55:48 |
| 13   | Max Studer                   | Svizzera      | 00:09:04 | 00:29:47 | 00:15:41 | 00:55:50 |
| 14   | Davide Uccellari             | Italia        | 00:09:07 | 00:29:49 | 00:15:38 | 00:55:55 |
| 15   | Vasco Vilaca                 | Portogallo    | 00:09:20 | 00:29:47 | 00:15:34 | 00:55:56 |
| 16   | Matthew Sharpe               | Canada        | 00:09:00 | 00:29:48 | 00:15:48 | 00:55:56 |
| 17   | Irving Perez                 | Messico       | 00:09:01 | 00:29:56 | 00:15:34 | 00:55:58 |
| 18   | Antonio Serrat Seoane        | Spagna        | 00:08:57 | 00:29:57 | 00:15:46 | 00:56:00 |
| 19   | Florin Salvisberg            | Svizzera      | 00:09:01 | 00:29:45 | 00:15:57 | 00:56:03 |
| 20   | Tamás Tóth                   | Ungheria      | 00:09:05 | 00:29:53 | 00:15:51 | 00:56:09 |
| 21   | Russell White                | Irlanda       | 00:09:04 | 00:29:43 | 00:16:06 | 00:56:13 |
| 22   | Tayler Reid                  | Nuova Zelanda | 00:08:47 | 00:30:05 | 00:16:14 | 00:56:24 |
| 23   | Wian Sullwald                | Sudafrica     | 00:08:43 | 00:30:15 | 00:16:07 | 00:56:27 |
| 24   | Aaron Royle                  | Australia     | 00:08:52 | 00:30:15 | 00:16:07 | 00:56:31 |
| 25   | Takumi Hojo                  | Giappone      | 00:09:08 | 00:29:48 | 00:16:26 | 00:56:45 |
| 26   | Brandon Copeland             | Australia     | 00:09:14 | 00:31:04 | 00:15:29 | 00:57:04 |
| 27   | Sylvain Fridelance           | Svizzera      | 00:09:00 | 00:30:14 | 00:16:34 | 00:57:10 |
| 28   | Juan Jose Andrade Figueroa   | Ecuador       | 00:09:11 | 00:31:10 | 00:15:35 | 00:57:11 |
| 29   | Jonas Breinlinger            | Germania      | 00:08:57 | 00:29:50 | 00:17:16 | 00:57:29 |
| 30   | Adrien Briffod               | Svizzera      | 00:09:17 | 00:30:59 | 00:16:08 | 00:57:41 |
| 31   | Gregory Barnaby              | Italia        | 00:09:17 | 00:31:00 | 00:16:15 | 00:57:48 |
| 32   | Ryan Bailie                  | Australia     | 00:09:10 | 00:31:07 | 00:16:13 | 00:57:51 |
| 33   | Danilo Pimentel              | Brasile       | 00:09:10 | 00:31:03 | 00:16:22 | 00:57:59 |
| 34   | Gábor Faldum                 | Ungheria      | 00:09:03 | 00:30:35 | 00:17:15 | 00:58:13 |
| 35   | Kyle Smith                   | Nuova Zelanda | 00:09:12 | 00:29:55 | 00:18:07 | 00:58:30 |
| 36   | Edson Gomez Ruiz             | Messico       | 00:09:00 | 00:31:17 | 00:17:08 | 00:58:46 |
| 37   | Diego Alejandro Lopez Acosta | Messico       | 00:08:59 | 00:33:00 | 00:16:13 | 00:59:36 |
| 38   | Ran Sagiv                    | Israele       | 00:09:23 | 00:32:39 | 00:16:25 | 00:59:47 |
| 39   | Zhihang Jiang                | Cina          | 00:09:05 | 00:31:12 | 00:18:20 | 00:59:58 |

### Élite donne
| Pos. | Atleta                 | Paese         | Nuoto    | Bici     | Corsa    | Totale   |
| ---- | ---------------------- | ------------- | -------- | -------- | -------- | -------- |
|      | Emma Jackson           | Australia     | 00:09:57 | 00:33:19 | 00:16:38 | 01:01:23 |
|      | Summer Rappaport       | Stati Uniti   | 00:09:24 | 00:33:53 | 00:16:41 | 01:01:25 |
|      | Ashleigh Gentle        | Australia     | 00:09:55 | 00:33:24 | 00:16:44 | 01:01:27 |
| 4    | Claire Michel          | Belgio        | 00:09:54 | 00:33:24 | 00:16:54 | 01:01:38 |
| 5    | Taylor Spivey          | Stati Uniti   | 00:09:29 | 00:33:44 | 00:17:05 | 01:01:47 |
| 6    | Lisa Perterer          | Austria       | 00:10:00 | 00:33:17 | 00:17:06 | 01:01:51 |
| 7    | Jaz Hedgeland          | Australia     | 00:09:43 | 00:33:31 | 00:17:16 | 01:01:55 |
| 8    | Jolanda Annen          | Svizzera      | 00:09:37 | 00:33:38 | 00:17:20 | 01:02:04 |
| 9    | Nicole Van Der Kaay    | Nuova Zelanda | 00:09:50 | 00:33:23 | 00:17:22 | 01:02:05 |
| 10   | Kelly-Ann Perkins      | Australia     | 00:09:36 | 00:33:41 | 00:17:25 | 01:02:09 |
| 11   | Yuko Takahashi         | Giappone      | 00:09:40 | 00:33:34 | 00:17:31 | 01:02:14 |
| 12   | Ainsley Thorpe         | Nuova Zelanda | 00:09:36 | 00:33:40 | 00:17:41 | 01:02:23 |
| 13   | Valerie Barthelemy     | Belgio        | 00:09:36 | 00:33:39 | 00:17:45 | 01:02:27 |
| 14   | Beth Potter            | Regno Unito   | 00:09:42 | 00:34:06 | 00:17:09 | 01:02:27 |
| 15   | Sophie Coldwell        | Regno Unito   | 00:09:28 | 00:33:48 | 00:18:18 | 01:02:59 |
| 16   | Miriam Casillas García | Spagna        | 00:10:13 | 00:33:41 | 00:17:51 | 01:03:07 |
| 17   | Verena Steinhauser     | Italia        | 00:10:10 | 00:33:41 | 00:17:50 | 01:03:07 |
| 18   | Tamara Gorman          | Stati Uniti   | 00:09:34 | 00:34:17 | 00:17:59 | 01:03:19 |
| 19   | Lena Meißner           | Germania      | 00:10:08 | 00:33:41 | 00:18:10 | 01:03:29 |
| 20   | Sara Perez Sala        | Spagna        | 00:09:26 | 00:33:44 | 00:18:59 | 01:03:39 |
| 21   | Taylor Knibb           | Stati Uniti   | 00:09:47 | 00:34:06 | 00:18:13 | 01:03:43 |
| 22   | Alissa Konig           | Svizzera      | 00:10:15 | 00:33:40 | 00:18:28 | 01:03:45 |
| 23   | Lizeth Rueda Santos    | Messico       | 00:09:48 | 00:33:28 | 00:19:21 | 01:04:10 |
| 24   | Claudia Rivas          | Messico       | 00:10:00 | 00:33:47 | 00:18:54 | 01:04:20 |
| 25   | Wen Wei                | Cina          | 00:09:38 | 00:33:39 | 00:19:44 | 01:04:28 |
| 26   | Vendula Frintova       | Rep. Ceca     | 00:09:59 | 00:35:46 | 00:17:20 | 01:04:38 |
| 27   | Sophie Corbidge        | Nuova Zelanda | 00:09:44 | 00:34:07 | 00:19:24 | 01:04:43 |
| 28   | Adriana Barraza        | Messico       | 00:09:45 | 00:34:04 | 00:19:26 | 01:04:50 |
| 29   | Carolina Routier       | Spagna        | 00:09:35 | 00:34:14 | 00:19:34 | 01:04:56 |
| 30   | Juri Ide               | Giappone      | 00:09:56 | 00:35:51 | 00:17:55 | 01:05:14 |
| 31   | Gillian Sanders        | Sudafrica     | 00:10:14 | 00:35:40 | 00:17:55 | 01:05:14 |
| 32   | Zsófia Kovács          | Ungheria      | 00:10:13 | 00:35:42 | 00:18:06 | 01:05:26 |
| 33   | Charlotte McShane      | Australia     | 00:09:39 | 00:36:08 | 00:18:15 | 01:05:34 |
| 34   | Anna Godoy Contreras   | Spagna        | 00:09:52 | 00:35:58 | 00:18:45 | 01:06:05 |
| 35   | Mercedes Romero Orozco | Messico       | 00:10:10 | 00:35:44 | 00:18:46 | 01:06:11 |
| 36   | Kaidi Kivioja          | Estonia       | 00:10:16 | 00:35:38 | 00:18:54 | 01:06:16 |
| 37   | Mengying Zhong         | Cina          | 00:09:49 | 00:36:02 | 00:19:18 | 01:06:38 |
| 38   | Amelie Kretz           | Canada        | 00:09:41 | 00:36:04 | 00:20:50 | 01:08:06 |

### Staffetta a squadre mista
| Pos. | Atleta                                                                               | Paese         | 1 frazione | 2 frazione | 3 frazione | 4 frazione | Totale    |
| ---- | ------------------------------------------------------------------------------------ | ------------- | ---------- | ---------- | ---------- | ---------- | --------- |
|      | Ainsley Thorpe Tayler Reid Nicole Van Der Kaay Hayden Wilde                          | Nuova Zelanda | 00:20:41   | 00:19:05   | 00:21:24   | 00:19:17   | 01:20:14" |
|      | Sophie Coldwell Jonathan Brownlee India Lee Gordon Benson                            | Regno Unito   | 00:20:34   | 00:18:56   | 00:21:54   | 00:19:12   | 01:20:23" |
|      | Summer Rappaport Seth Rider Taylor Knibb Morgan Pearson                              | Stati Uniti   | 00:20:27   | 00:19:21   | 00:21:35   | 00:19:21   | 01:20:30" |
| 4    | Jaz Hedgeland Aaron Royle Ashleigh Gentle Matthew Hauser                             | Australia     | 00:20:47   | 00:19:25   | 00:21:26   | 00:19:11   | 01:20:33" |
| 5    | Beatrice Mallozzi Davide Uccellari Verena Steinhauser Alessandro Fabian              | Italia        | 00:20:39   | 00:19:33   | 00:21:36   | 00:20:02   | 01:21:37" |
| 6    | Anna Godoy Contreras Fernando Alarza Miriam Casillas García Roberto Sanchez Mantecon | Spagna        | 00:20:56   | 00:19:33   | 00:21:21   | 00:20:20   | 01:21:56" |
| 7    | Jolanda Annen Florin Salvisberg Alissa Konig Max Studer                              | Svizzera      | 00:20:51   | 00:19:20   | 00:22:23   | 00:19:48   | 01:22:07" |
| 8    | Maya Kingma Jorik Van Egdom Quinty Schoens Marco Van Der Stel                        | Paesi Bassi   | 00:20:38   | 00:19:40   | 00:22:19   | 00:20:15   | 01:22:41" |
| 9    | Amelie Kretz Matthew Sharpe Desirae Ridenour Alexis Lepage                           | Canada        | 00:20:49   | 00:19:20   | 00:23:21   | 00:19:54   | 01:23:11" |
| 10   | Lena Meißner Jannik Schaufler Annika Koch Tim Hellwig                                | Germania      | 00:21:45   | 00:20:05   | 00:22:33   | 00:20:00   | 01:24:08" |
| 11   | Lizeth Rueda Santos Irving Perez Adriana Barraza Edson Gomez Ruiz                    | Messico       | 00:21:07   | 00:20:11   | 00:23:05   | 00:20:53   | 01:25:40" |